# Nils Bruzelius
Nils Anders Bruzelius, född 17 augusti 1945 i Lund, är en svensk nationalekonom med specialisering på transportekonomi.
Nils Bruzelius är ett av tre barn till Anders Bruzelius och Ingrid Bruzelius samt bror till Karin Maria Bruzelius och Lars Bruzelius.
Han växte upp i Lund och studerade industriell ekonomi vid University of Birmingham i Storbritannien med en magisterexamen samt disputerade 1978 i nationalekonomi vid Stockholms universitet med avhandlingen The value of travel time: theory and measurement.